# Chodský pes
Der Chodský pes (Chodenhund, Chodenländer Hund) ist eine tschechische Schäferhundrasse. Seine Wurzeln lassen sich bis ins 14. Jahrhundert zurückverfolgen. 1984 wurde die Rasse von der Tschechischen Kynologischen Vereinigung ČMKU anerkannt und ein erster Rassestandard konnte erstellt werden. Von der FCI ist der Hund seit 2019 provisorisch anerkannt.

## Herkunft und Geschichtliches
Erste schriftliche Zeugnisse dieses Typs stammen aus dem 14. Jahrhundert. Als Vorläufer gilt der Hüte- und Wachhund der Choden (Volksstamm aus Südböhmen). Er bewachte Haus und Hof im Gebiet der Chodsko (Chodenland). 1984 wurde die Rasse durch Jan Findejs entdeckt und weitergezüchtet, als Begründer dieser Rasse initiierte er auch deren Anerkennung in Tschechien.

## Beschreibung
Der Chodský pes ist ein mittelgroßer Hund, die Widerristhöhe liegt bei 49 bis 55 cm bei 18 bis 25 kg. Typisch für die Hunde ist das schwarze, langstockhaarige Fell mit dichter Unterwolle, mit braunen Abzeichen über den Augen, an Wangen, der Unterseite des Halses, an Beinen und Pfoten (black and tan). Schäferhundtypisch sind die kleinen dreieckigen, eng beieinander stehenden Ohren, die nach vorn gerichtet sind.

## Wesen
Der Rassestandard beschreibt den Chodenhund als sehr temperamentvoll, mutig, nervenstark, leicht zu erziehen, lernwillig und von angenehmen Wesen.

## Verwendung
Der Chodský pes ist ein vielfältig eingesetzter Gebrauchshund, auch als Familien- und Begleithund geeignet. Die Rasse wird gebraucht als Schutzhund, als Hirtenhund, als Bergungs- und Rettungshund und im Lawinensuchdienst, sowie auch im Hundesport.

## Gesundheitliches
Zu dieser Hunderasse sind keine rassetypischen Krankheiten bekannt. Im Schnitt wird er 12–15 Jahre alt. Sein aktives, lernbegieriges Wesen benötigt Bewegung, Training und Aufmerksamkeit.